# 500 kilomètres de Zolder FIA GT 2001
Navigation
Édition précédente
Les 500 kilomètres de Zolder 2001 FIA GT, disputées le 20 mai 2001 sur le circuit de Zolder, sont la cinquième manche du championnat FIA GT 2001.

## Course

### Classement de la course
| Pos.   | Catégorie | N° | Écurie                     | Pilotes                                    | Châssis                   | Pneus | Tours/Abandon |
| Pos.   | Catégorie | N° | Écurie                     | Pilotes                                    | Moteur                    | Pneus | Tours/Abandon |
| ------ | --------- | -- | -------------------------- | ------------------------------------------ | ------------------------- | ----- | ------------- |
| 1      | GT        | 7  | Larbre Compétition Chéreau | Christophe Bouchut Jean-Philippe Belloc    | Chrysler Viper GTS-R      | M     | 111           |
| 1      | GT        | 7  | Larbre Compétition Chéreau | Christophe Bouchut Jean-Philippe Belloc    | Chrysler 8.0L V10         | M     | 111           |
| 2      | GT        | 3  | Team Carsport Holland      | Jeroen Bleekemolen Mike Hezemans           | Chrysler Viper GTS-R      | M     | 111           |
| 2      | GT        | 3  | Team Carsport Holland      | Jeroen Bleekemolen Mike Hezemans           | Chrysler 8.0L V10         | M     | 111           |
| 3      | GT        | 6  | Team Rafanelli             | Marc Duez Günther Blieninger               | Ferrari 550 Maranello     | M     | 111           |
| 3      | GT        | 6  | Team Rafanelli             | Marc Duez Günther Blieninger               | Ferrari 6.0L V12          | M     | 111           |
| 4      | GT        | 10 | Paul Belmondo Competition  | Claude-Yves Gosselin Paul Belmondo         | Chrysler Viper GTS-R      | D     | 109           |
| 4      | GT        | 10 | Paul Belmondo Competition  | Claude-Yves Gosselin Paul Belmondo         | Chrysler 8.0L V10         | D     | 109           |
| 5      | GT        | 9  | Team A.R.T.                | Jean-Pierre Jarier François Lafon          | Chrysler Viper GTS-R      | D     | 109           |
| 5      | GT        | 9  | Team A.R.T.                | Jean-Pierre Jarier François Lafon          | Chrysler 8.0L V10         | D     | 109           |
| 6      | GT        | 24 | Racing Box                 | Luca Cappellari Gabriele Matteuzzi         | Chrysler Viper GTS-R      | D     | 109           |
| 6      | GT        | 24 | Racing Box                 | Luca Cappellari Gabriele Matteuzzi         | Chrysler 8.0L V10         | D     | 109           |
| 7      | N-GT      | 54 | ART Engineering            | Fabio Babini Luigi Moccia                  | Porsche 911 GT3-RS        | P     | 108           |
| 7      | N-GT      | 54 | ART Engineering            | Fabio Babini Luigi Moccia                  | Porsche 3.6L Flat-6       | P     | 108           |
| 8      | N-GT      | 57 | Freisinger Motorsport      | Wolfgang Kaufmann Stéphane Ortelli         | Porsche 911 GT3-RS        | Y     | 108           |
| 8      | N-GT      | 57 | Freisinger Motorsport      | Wolfgang Kaufmann Stéphane Ortelli         | Porsche 3.6L Flat-6       | Y     | 108           |
| 9      | N-GT      | 77 | RWS Motorsport             | Luca Riccitelli Andrea Boldrini            | Porsche 911 GT3-RS        | M     | 108           |
| 9      | N-GT      | 77 | RWS Motorsport             | Luca Riccitelli Andrea Boldrini            | Porsche 3.6L Flat-6       | M     | 108           |
| 10     | N-GT      | 55 | Perspective Racing         | Thierry Perrier Michel Neugarten           | Porsche 911 GT3-RS        | D     | 107           |
| 10     | N-GT      | 55 | Perspective Racing         | Thierry Perrier Michel Neugarten           | Porsche 3.6L Flat-6       | D     | 107           |
| 11     | N-GT      | 53 | ART Engineering            | Alberto Radaelli Andrea Bertolini          | Porsche 911 GT3-R         | P     | 107           |
| 11     | N-GT      | 53 | ART Engineering            | Alberto Radaelli Andrea Bertolini          | Porsche 3.6L Flat-6       | P     | 107           |
| 12     | GT        | 18 | PSI Motorsport Team        | Kurt Mollekens Stéphane Cohen              | Porsche 911 Bi-Turbo      | D     | 107           |
| 12     | GT        | 18 | PSI Motorsport Team        | Kurt Mollekens Stéphane Cohen              | Porsche 3.6L Turbo Flat-6 | D     | 107           |
| 13     | N-GT      | 60 | Haberthur Racing           | Sylvain Noël Laurent Cazenave              | Porsche 911 GT3-R         | D     | 107           |
| 13     | N-GT      | 60 | Haberthur Racing           | Sylvain Noël Laurent Cazenave              | Porsche 3.6L Flat-6       | D     | 107           |
| 14     | N-GT      | 67 | MAC Racing                 | Olivier Porta Stéphane Daoudi              | Porsche 911 GT3-R         | D     | 107           |
| 14     | N-GT      | 67 | MAC Racing                 | Olivier Porta Stéphane Daoudi              | Porsche 3.6L Flat-6       | D     | 107           |
| 15     | N-GT      | 58 | Freisinger Motorsport      | Yukihiro Hane Tim Verbergt                 | Porsche 911 GT3-R         | Y     | 106           |
| 15     | N-GT      | 58 | Freisinger Motorsport      | Yukihiro Hane Tim Verbergt                 | Porsche 3.6L Flat-6       | Y     | 106           |
| 16     | N-GT      | 65 | Coca-Cola Racing Team      | Josef Venč Jirko Malchárek Tom Sedivy      | Porsche 911 GT3-RS        | D     | 103           |
| 16     | N-GT      | 65 | Coca-Cola Racing Team      | Josef Venč Jirko Malchárek Tom Sedivy      | Porsche 3.6L Flat-6       | D     | 103           |
| 17     | N-GT      | 66 | Gammon Megaspeed           | Alex Li Nigel Albon                        | Porsche 911 GT3-R         | M     | 100           |
| 17     | N-GT      | 66 | Gammon Megaspeed           | Alex Li Nigel Albon                        | Porsche 3.6L Flat-6       | M     | 100           |
| 18 DNF | N-GT      | 76 | RWS Motorsport             | Giovanni Gulinelli Gianni Collini          | Porsche 911 GT3-R         | M     | 100           |
| 18 DNF | N-GT      | 76 | RWS Motorsport             | Giovanni Gulinelli Gianni Collini          | Porsche 3.6L Flat-6       | M     | 100           |
| 19 DNF | GT        | 21 | GLPK Racing                | Wim Daems Tamás Illés                      | Chrysler Viper GTS-R      | D     | 91            |
| 19 DNF | GT        | 21 | GLPK Racing                | Wim Daems Tamás Illés                      | Chrysler 8.0L V10         | D     | 91            |
| 20 DNF | N-GT      | 50 | Larbre Compétition Chéreau | Patrice Goueslard Sébastien Dumez          | Porsche 911 GT3-RS        | M     | 76            |
| 20 DNF | N-GT      | 50 | Larbre Compétition Chéreau | Patrice Goueslard Sébastien Dumez          | Porsche 3.6L Flat-6       | M     | 76            |
| 21 DNF | N-GT      | 69 | Autorlando Sport           | Philipp Peter Joël Camathias               | Porsche 911 GT3-RS        | P     | 72            |
| 21 DNF | N-GT      | 69 | Autorlando Sport           | Philipp Peter Joël Camathias               | Porsche 3.6L Flat-6       | P     | 72            |
| 22 DNF | GT        | 11 | Paul Belmondo Racing       | Anthony Kumpen Didier Defourny             | Chrysler Viper GTS-R      | D     | 61            |
| 22 DNF | GT        | 11 | Paul Belmondo Racing       | Anthony Kumpen Didier Defourny             | Chrysler 8.0L V10         | D     | 61            |
| 23 DNF | GT        | 12 | Paul Belmondo Racing       | Boris Derichebourg Vincent Vosse           | Chrysler Viper GTS-R      | D     | 43            |
| 23 DNF | GT        | 12 | Paul Belmondo Racing       | Boris Derichebourg Vincent Vosse           | Chrysler 8.0L V10         | D     | 43            |
| 24 DNF | N-GT      | 61 | Haberthur Racing           | Mauro Casadei Nigel Smith                  | Porsche 911 GT3-R         | D     | 36            |
| 24 DNF | N-GT      | 61 | Haberthur Racing           | Mauro Casadei Nigel Smith                  | Porsche 3.6L Flat-6       | D     | 36            |
| 25 DNF | GT        | 8  | Proton Competition         | Christian Ried Gerold Ried                 | Porsche 911 GT2           | Y     | 26            |
| 25 DNF | GT        | 8  | Proton Competition         | Christian Ried Gerold Ried                 | Porsche 3.8L Turbo Flat-6 | Y     | 26            |
| 26 DNF | N-GT      | 52 | EMKA Racing                | Tim Sugden Steve O'Rourke                  | Porsche 911 GT3-R         | D     | 25            |
| 26 DNF | N-GT      | 52 | EMKA Racing                | Tim Sugden Steve O'Rourke                  | Porsche 3.6L Flat-6       | D     | 25            |
| 27 DNF | GT        | 2  | Lister Storm Racing        | Julian Bailey Nicolaus Springer            | Lister Storm              | M     | 23            |
| 27 DNF | GT        | 2  | Lister Storm Racing        | Julian Bailey Nicolaus Springer            | Jaguar 7.0L V12           | M     | 23            |
| 28 DNF | GT        | 19 | Reiter Engineering         | Michael Trunk Bernhard Müller              | Lamborghini Diablo GTR    | D     | 19            |
| 28 DNF | GT        | 19 | Reiter Engineering         | Michael Trunk Bernhard Müller              | Lamborghini 6.0L V12      | D     | 19            |
| 29 DNF | GT        | 4  | Team Carsport Holland      | Michael Bleekemolen Sebastiaan Bleekemolen | Chrysler Viper GTS-R      | M     | 18            |
| 29 DNF | GT        | 4  | Team Carsport Holland      | Michael Bleekemolen Sebastiaan Bleekemolen | Chrysler 8.0L V10         | M     | 18            |
| 30 DNF | N-GT      | 62 | JMB Competition            | Christian Pescatori David Terrien          | Ferrari 360 Modena N-GT   | M     | 18            |
| 30 DNF | N-GT      | 62 | JMB Competition            | Christian Pescatori David Terrien          | Ferrari 3.6L V8           | M     | 18            |
| 31 DNF | GT        | 25 | Silver Racing              | Robert Dierick Eric De Doncker             | Chrysler Viper GTS-R      | D     | 14            |
| 31 DNF | GT        | 25 | Silver Racing              | Robert Dierick Eric De Doncker             | Chrysler 8.0L V10         | D     | 14            |
| 32 DNF | GT        | 5  | Team Rafanelli             | Emanuele Naspetti Mimmo Schiattarella      | Ferrari 550 Maranello     | M     | 13            |
| 32 DNF | GT        | 5  | Team Rafanelli             | Emanuele Naspetti Mimmo Schiattarella      | Ferrari 6.0L V12          | M     | 13            |
| DSQ†   | GT        | 1  | Lister Storm Racing        | Jamie Campbell-Walter Tom Coronel          | Lister Storm              | M     | 111           |
| DSQ†   | GT        | 1  | Lister Storm Racing        | Jamie Campbell-Walter Tom Coronel          | Jaguar 7.0L V12           | M     | 111           |
| DNS    | N-GT      | 59 | Freisinger Racing          | Alexey Vasilyev Nikolai Fomenko            | Porsche 911 GT3-R         | Y     | –             |
| DNS    | N-GT      | 59 | Freisinger Racing          | Alexey Vasilyev Nikolai Fomenko            | Porsche 3.6L Flat-6       | Y     | –             |